# قسمت‌های گمشده
«قسمت‌های گمشده» (به انگلیسی: The Lost Episodes) آلبومی از هنرمند اهل ایالات متحده آمریکا فرانک زاپا است که در سال ۱۹۹۶ میلادی منتشر شد.